# Martins (kommun)
Martins är en kommun i Brasilien.   Den ligger i delstaten Rio Grande do Norte, i den östra delen av landet, 1 500 km nordost om huvudstaden Brasília. Antalet invånare är 8 228.
Omgivningarna runt Martins är huvudsakligen savann. Runt Martins är det ganska tätbefolkat, med 67 invånare per kvadratkilometer.